# Louise Pioger
Louise Pioger, dite Louise Quitrime (ou Quitrine) née le 19 juin 1848 à Mezières-sous-Ballon (France), et morte le 9 décembre 1920 à Garches, est une ouvrière giletière, chansonnière et autrice anarchiste et communarde. 
Elle est connue pour son recueil de chansons anarchistes pour enfants intitulé Rondes pour récréations enfantines, et longtemps attribué à tort à Louise Michel et pour avoir tenu, avec Louis Duprat, son compagnon, le cabaret Duprat - alors un lieu de rassemblement des anarchistes en France.

## Biographie
Louise Pioger est modiste de profession. Elle fabrique des gilets. Elle épouse en premières noces Alphonse Pierre Lefèvre, tailleur d’habits, le 7 janvier 1868 à Ballon (Sarthe). Ils ont deux filles. Devenue veuve en 1884, Louise Pioger se met en couple avec Louis Duprat, ouvrier tailleur, anarchiste, devenu marchand de vins et cabaretier à Paris rue Joquelet puis 11 rue Ramey dans le 18e arrondissement en 1893. Louise Pioger devient la gérante de ce cabaret au 11 rue Ramey. Une de ses filles épouse Benoît Morel, et l'autre Jules Leballeur, l'un et l'autre anarchistes parisiens,,,.
Le cabaret de la rue Ramey est connu pour être fréquenté par des anarchistes, et surveillé étroitement par la préfecture de police de Paris,. Le couple que Louise Pioger forme avec Louis Duprat doit s'exiler et s'installer quelque temps à Londres, dans le quartier de Soho. Ils fréquentent là encore les cercles anarchistes de la capitale anglaise.
En mars 1894, Louise Pioger rentre à Paris pour reprendre la gestion du cabaret-café, même si le couple a vendu le fonds de commerce avant de partir en Angleterre. Membre du groupe Réveil de la femme à Paris, dont fait aussi partie Louise Michel, Louise Pioger est arrêtée par la police le soir du 7 mars lors d'une descente dans le café. Dix-sept personnes et trois femmes sont arrêtés. Louise Pioger est emprisonnée à la prison de Saint Lazare le 9 du même mois, avant d'être mise en liberté provisoire le 2 mai. Arrêtée pour cause d'association de malfaiteurs, Louise Pioger est définitivement libérée le 25 juin 1895 par une ordonnance de non-lieu délivrée par le juge d'instruction Meyer.

## Activité littéraire
En 1889, Louise Pioger publie, sous le pseudonyme de Louise Quitrime (aussi orthographié Quitrine), un recueil de chansons anarchistes. Elle utilise les airs chantés dans les cours d'école pour convertir et séduire les plus jeunes à la cause anarchiste,. Le recueil comprend une Carmagnole des enfants.
Outre ce recueil de rondes enfantines, Louise Pioger est l'autrice de diverses pièces de théâtre dont Les Communardes, épisode de la Semaine sanglante.

### Œuvres
- Rondes pour récréations enfantines, Librairie du Père peinard, s.d. [1889], 14 p.
- Les Communardes, épisode de la Semaine sanglante.